# Перипатолог
Перипатолог је особа школована да буде одговорна  за обезбеђивање мобилности и обучавање слепих особа за коришћење преосталих чула. Он врши обуку слепих у локалним школским системима, или обезбешује обуку о мобилности, и даје  инструкције о начинима оријентације одраслих слепих особа у заједници, кући, школама. Перипатолог обезбеђује и обуку слепих особа у радним центрима и индустрији.

## Предуслови
Да би се млада особа определила за посао перипатолога, она мора да претходно да стекне велико знање из перипатологије да би знала како и шта да ради у датим тренуцима. Осим тога, не сме имати страх и сумње.
Перипадолог мора да прихвати врсту одговорности и стреса који овај посао подразумева и да буде одговорна за своје ученике током целог процеса обуке, али и касније за њихово безбедно  кретање.
Како мало људи то жели и има потребу за тим, јер плате у настави нису баш стимулативне, посебно када се погледа ниво одговорности, није ни чудо што тренутно у Србији постоји само један школовани перипатолог.

## Задатак перипатолога
Задатак перипатолога је да пружи  обуку слепој деци или одраслим слепим особама из области специфичних процедура  и техника  за:
- самостално кретање (путовање);
- стицање кадровских навике у ходу, држању, равнотежи и осећају посебног расуђивања и одржавање правца;
- коришћење дугачког штапа као средства за самостално кретање (путовање) унутар заједнице, школе, радног подручја и/или кућног окружења.

## Главне активности перипатолога
Главне активности перипатолога су:
- Да нуди и пружи смернице и упутства оним особама које су директно укључене у обуку  слепих особа, у склопу наставка њиховог наученог искуства у обуци мобилности и коришчењу чула.

- Устројава и води појединачне евиденције о свој слепој деци или одраслима који су прошли обуку о кретању и чулима, укључујући основне информације, врсту и степен инструкције и обуке која је пружена, постигнути напредак и тумачење добијених резултата.

- Помаже надређеном у прихватању, скринингу и тестирању потенцијалних слепих клијената који су упућени на учешће у програму оријентације на мобилност или преоријентације и инструкције од стране школских система, јавних или приватних агенција, заједнице, радних центара или индустрије.
- Помаже надређеном у одређивању која слепа деца или одрасли треба да прођу континуирану и/или пратећу обуку из мобилности и коришћењу чула.

- Да се према потреби консултује са медицинским и парамедицинским специјалистима како би се утврдили релативни потенцијали и капацитети сваког слепог детета или одрасле особе за обуку и обуку о кретању, и тиме се осигурало да сваки клијент буде обучен у највећој мери својих капацитета.

- Пужи информација и савета у вези са мобилношћу и услугама у области обуке у коришћењу чула локалним школским системима, јавним и приватним агенцијама, школама за обуку, радним центрима и индустрији; и да координише такве услуге, када се оне обезбеде, са таквим школама, агенцијама, организацијама и индустријом, укључујући организовање превоза и упућивање на друге услуге као што су саветовање, радна терапија и професионална рехабилитација.

- Припрема писане извештаје, води евиденцију случајева, диктира историје случајева и води преписку за сваку особу која је прихваћена за обуку о мобилности и чулима.
- Да обављаи и друге сличне послова по потреби.

## Трајање обуке
Трајање обуке од стране перипатолога зависи од три кључна фактора:
- моторичке способности,

- интелигенције,

- стања чула (преосталих чула).

Ако су ове три фактора здраве, онда тренинг не мора дуго да траје, јер се деца врло брзо навикну на одређене просторе и локације које су им важне. 
Ако дете има очуван део вида на који може да се ослони, тренинг иде још брже.
Обука траје у просеку 22 часа недељно, и календарски траје у просеку око две до три године, како би се деца обучила за самостално кретање. 
На квалитет обуке утичу:
- локације које су детету потребне,
- да дете само долази на часове обуке,
- да је дете редовно на настави.

Оријентација и кретање није обавезан, већ изборни предмет слепог и слабовидог детета.